# Juan Antonio Lavalleja
Juan Antonio Lavalleja y de la Torre (Minas, llavors Banda Oriental, avui Uruguai, 24 de juny de 1784 – Montevideo, 22 d'octubre de 1853) va ser un militar i polític uruguaià, cap dels Trenta-Tres Orientals i president de la República durant el Triumvirat de Govern de 1853.
Fill de Manuel Pérez de Lavalleja, espanyol, d'Osca i granger, i de Ramona Justina de la Torre, també espanyola.

## Primeres lluites per la independència
L'alçament del seu país responent al del 25 de maig de 1810 a Buenos Aires, va tenir a Lavalleja un decidit i entusiasta soldat des del seu inici, que va lluitar en la batalla de Las Piedras el 1811, sent promogut capità el 1814.
Sota les ordres de Fructuoso Rivera i acompanyant a José Gervasio Artigas durant la lluita entaulada contra els unitaris, va combatre contra Manuel Dorrego als camps de Guayabos, el 10 de gener de 1815, sent aquest últim derrotat.

## Actuació durant les invasions portugueses
El 1816 es va produir la invasió per part del Regne Unit de Portugal, el Brasil i l'Algarve, ben vista pels enemics d'Artigas, i Lavalleja va saber exercir-se amb bon èxit contra els estrangers a la regió de Minas, els paratges del qual bé coneixia.
El 1817 va combatre al costat de Rivera al Paso de Cuello, contra un molt superior nombre de soldats del general portuguès Carlos Federico Lecor. Aquell mateix any va contreure matrimoni amb Ana Monterroso. El 3 d'abril de l'any 1818 una força portuguesa el va fer presoner al rierol Valentín (Salto). Un cop a Montevideo, va ser trasbordat a Rio de Janeiro, on va ser empresonat, posteriorment va ser transferit a l'illa Das Cobras al costat de Fernando Otorgués, Manuel Francisco Artigas i Leonardo Olivera.
El 1821 es va autoritzar la seva tornada a Montevideo i immediatament va prendre servei al Regimiento de Dragones de la Unión, el cap del qual era el coronel Rivera.
Quan es va proclamar la independència del que avui és el Brasil per constituir-se en Imperi del Brasil, Rivera i Lavalleja van estar juntament amb Lecor a favor, firmant l'acta d'aclamació i reconeixement de l'emperador Pere I del Brasil, el 17 d'octubre de 1822.
En passar a Buenos Aires el 1824, les autoritats imperials el van declarar desertor, confiscant-li els béns.

## Arribada dels Trenta-Tres Orientals

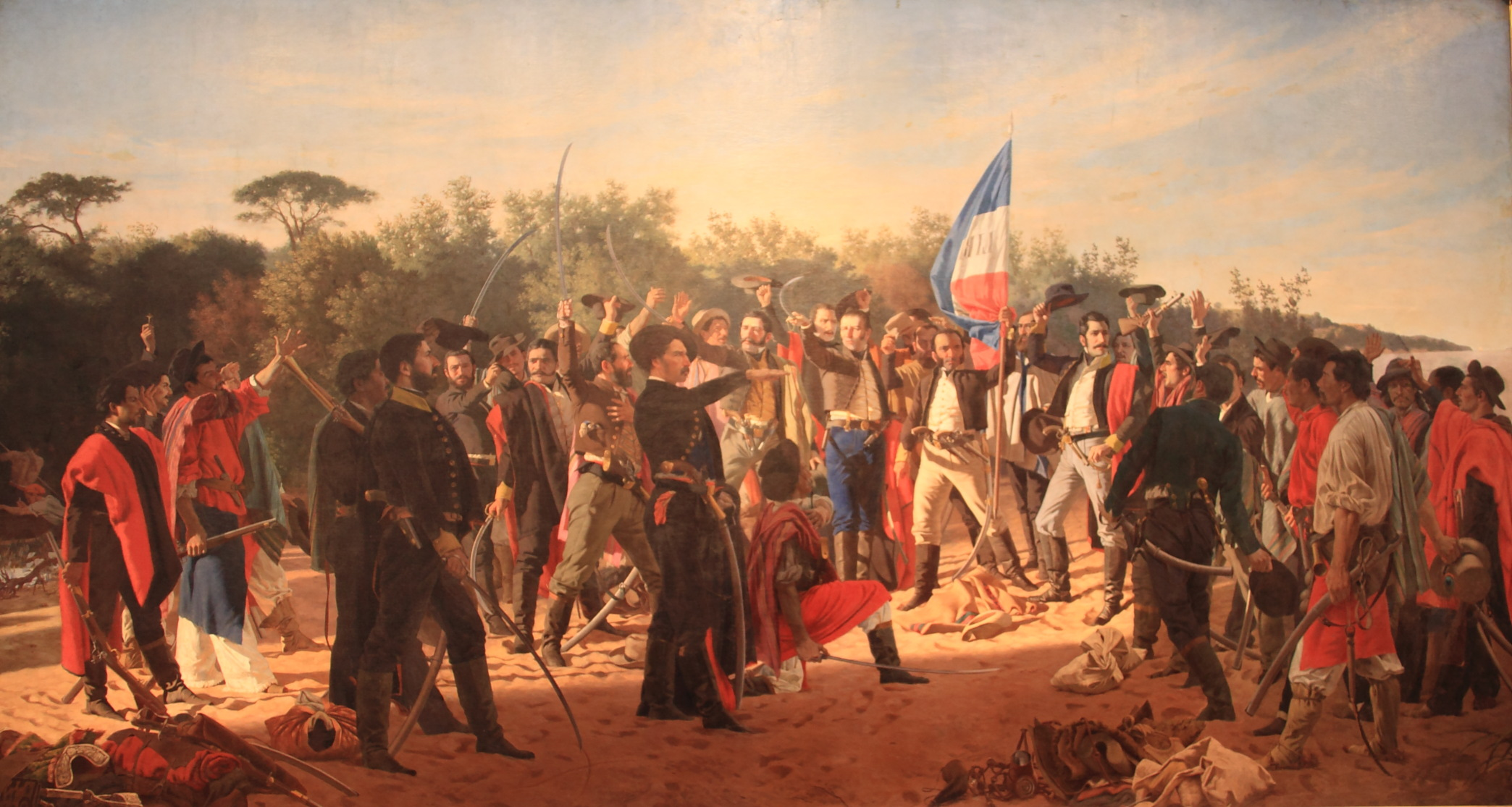
Desembarcament del Trenta-Tres Orientals, per Juan Manuel Blanes.

Els seus antecedents significaven molt per a l'emigració oriental repartida en totes les Províncies Unides del Riu de la Plata, i els plans de revolucionar la Província Cisplatina que lentament es venien teixint, van cobrar aparences de realitat. I en combinació amb els caps que tenien algun comandament a la Banda Oriental que es trobaven disposats a secundar una temptativa de revolta, segurament emparaulant abans que ningú al coronel Fructuoso Rivera, al servei del governador Lecor, es va aconseguir reunir després de molts esforços, els diners necessaris per a l'equip de la petita expedició que desembarcant a la costa oriental havia de provocar l'aixecament de la província contra els seus ocupants portuguesos.
Lavalleja va ser l'elegit com a cap de la perillosa empresa. L'èpica gesta es va realitzar el 19 d'abril de 1825, prenent terra a la vora del Riu Uruguai, platja de l'Agraciada, amb unes quantes armes i al capdavant d'un grup indeterminat de companys orientals i d'altres províncies, que la tradició denomina trenta-tres orientals, majoritàriament caps i oficials.
Es van emprendre operacions ofensives, aconseguint el 24 entrar a Santo Domingo de Soriano i seguir després a la recerca del coronel Rivera, al qual se li va trobar al paratge anomenat Monzón el dia 29. Després d'una breu entrevista dels antics companys i amics, Rivera va quedar incorporat a les forces patriotes amb els soldats a les seves ordres.

Bandera dels Trenta-Tres Orientals.

Hi ha controvèrsia en la història sobre si Rivera va ser sorprès i fet presoner per Lavalleja a Monzón, i en tals circumstàncies Rivera va optar per plegar-se davant els invasors, o si allò va ser la conseqüència d'un arranjament prèviament combinat, com sembla més natural, però Rivera necessitava si més no salvar les aparences.
L'adhesió de Rivera va equivaler a una primera batalla guanyada. Prosseguint les operacions, les viles de San José i Canelones van caure en poder dels patriotes, i el 14 de juny era establert a Florida un Govern Provisori sota la presidència de Manuel Calleros i allà, el 25 d'agost de 1825, la Sala de Representants va proclamar la independència de la província i tot seguit va declarar la seva unió a les altres del Riu de la Plata. Tanmateix, Rivera va vèncer els seus adversaris al Rincón de Haedo, i el 24 de setembre i el 12 d'octubre Lavalleja va obtenir el seu triomf a Sarandí.

## Actuacions posteriors
El govern de Buenos Aires, accionat per la creixent pressió de l'opinió pública, va acceptar a la Província Oriental com a unida a les altres, la qual cosa significava la guerra amb l'Imperi del Brasil, donant lloc a les hostilitats el gener de 1826. Mentrestant, ja havien aparegut les primeres dissensions entre Lavalleja i Rivera.
Lavalleja va ser incorporat a l'Exèrcit Republicà precisament per allunyar-lo del camp de la política i va marxar a la campanya de Rio Grande do Sul. Van seguir els seus desafectes amb el general Carlos de Alvear, la qual cosa va produir la inacció de l'Exèrcit Republicà, mentre els imperials es preparaven activament per reobrir les hostilitats. Hi va haver necessitat de retirar-se i Alvear es va establir a Cerro Largo i Lavalleja a Durazno, fins i tot que a la separació d'Alvear, el juliol de 1827, Lavalleja va ser investit amb el comandament superior de l'esmentat exèrcit.
Embolicat en dissidències i ambicions de l'època, desitjós naturalment de comandament i sense la diplomàcia que és atribut essencial dels homes de govern, el general Lavalleja es va involucrar aviat en una sèrie de violències d'ordre politicoadministratiu, culminant amb l'execució de la seva ordre del 12 d'octubre de 1827 en la qual es va dissoldre la Junta de Govern que presidia Joaquín Suárez.
La Convenció Preliminar de Pau que es va convenir el 1828 entre l'Imperi del Brasil i les Províncies Unides, va obligar a Lavalleja a deixar de banda la seva dictadura i el general José Rondeau es va fer càrrec del Govern Provisori l'1 de desembre. Rebel·lat contra l'ordre institucional el juliol de 1832, va ser derrotat i obligat a refugiar-se al Brasil. El 1834 reincideix en la seva actitud, envaint la República amb l'auxili de Juan Manuel de Rosas, per finalitzar de la mateixa manera que abans.

### A l'Uruguai independent
Durant la presidència de Manuel Oribe (1835-36), havent emigrat a l'Argentina, Rosas es va valer d'ell usant-lo com a element d'amenaça contra aquest. Tanmateix, quan el general Rivera es va rebel·lar contra el govern d'Oribe, a mitjan any 1836, la seva actitud va tenir un complet gir i va venir a oferir la seva espasa a Oribe, desembarcant a Colonia l'1 d'agost de 1836 al capdavant d'un centenar d'homes.
Li va ser restablert el seu grau de l'exèrcit nacional, i va compartir amb el general Ignacio Oribe la victòria a la batalla de Carpintería, el 19 de setembre de 1836, però també li va cabre la responsabilitat de la derrota de Palmar, el 15 de juny de 1838.
Amb la renúncia d'Oribe l'octubre de 1838, Lavalleja creua a l'Argentina per posar-se a servei directe de Rosas. Acompanya al general Pascual Echagüe, durant la invasió de 1839 i el 29 de desembre tots dos sofreixen una derrota a la batalla de Cagancha. Tornen a l'Argentina, i el 1840 van ser vençuts a Don Cristóbal.
El llarg període de la Guerra Gran va transcórrer foscament per a ell, residint des de 1845 al camp del Cerrito, on tenia el seu govern Oribe.
Després de la pau del 8 d'octubre de 1851, va ser readmès a l'exèrcit com a brigadier general, sent comandant militar dels departaments de Cerro Largo, Minas i Maldonado.

### Lavalleja a la cultura popular
Es creu que va lluitar al costat de Rivera i de Venancio Flores al Triumvirat de Govern que el 25 de setembre de 1853 va substituir al govern constitucional de Juan Francisco Giró, però abans de complir un mes en les seves funcions, va morir sobtadament mentre despatxava al fort de Govern.
Sense mirar a Juan Antonio Lavalleja res més que al capità d'Artigas, al cap dels Treinta i Tres i al general de Sarandí, és considerat un heroi de la pàtria uruguaiana i consagrat com un dels pròcers de la independència nacional. Minas, la ciutat del seu naixement, li va erigir a la plaça principal, el 12 d'octubre de 1902, la primera estàtua eqüestre aixecada a la República i, per llei del 26 de desembre de 1927, el departament de Minas va prendre la denominació de Lavalleja.